# Tōdō Heisuke
Tōdō Heisuke (藤堂 平助?   1844 - 13 de diciembre de 1867) fue un samurái de finales del período Edo que fungió como capitán de la octava unidad del Shinsengumi. Su nombre completo era Tōdō Heisuke Fujiwara no Yoshitora.

## Contexto
Tōdō era originario de Edo, de la Provincia de Musashi (hoy Tokio). Muy poco se sabe de su verdadero origen. Se piensa que fue hijo ilegítimo de Tōdō Takayuki, el undécimo daimyō de la familia Tōdō del dominio de Tsu.
Tōdō practicó el Hokushin Ittō-ryu en el dojo de Chiba Shusaku Narimasa.

## Shinsengumi
En 1863, Tōdō se unió al Roshigumi con Kondō y otros miembros del Shieikan. Después de que se formó el Shinsengumi, Tōdō se convirtió en fukuchō jokin (vicecomandante asistente) y más tarde en capitán de la octava unidad en 1865.
Tōdō recibió una herida en la frente durante el Incidente de Ikedaya del 8 de julio de 1864.

## Muerte
Tōdō decidió dejar el Shinsengumi para unirse al grupo Goryōeji de Itō Kashitarō pero fue asesinado durante el Incidente de Aburakoji del 3 de diciembre de 1867.
De acuerdo a Nagakura Shinpachi, Kondō le había perdonado la vida a Tōdō, pero éste fue asesinado por un miembro nuevo, Miura Tsunesaburō, que desconocía las circunstancias.